# Nicolò da Ponte
Pour les articles homonymes, voir Da Ponte.
Nicolò da Ponte est le 87e doge de Venise, élu en 1578, son dogat dure jusqu'en 1585.
Nicolò da Ponte règne pendant une période assez tranquille et il meurt le 30 juillet 1585 à l'âge vénérable de 94 ans.

## Biographe
Nicolò da Ponte est le fils de Antonio et Regina Spandolin. Membre d'une maison de moindre importance et assez pauvre  car elle a perdu tous ses biens en raison des nombreuses guerres entre Venise et l'Empire ottoman, il se consacre rapidement au commerce et obtient, en peu de temps, 150 000 ducats. Le bruit circule qu'il obtient ce succès grâce à l'usure plus qu'au commerce.
Il obtient son diplôme de philosophie à Padoue et il possède des connaissances en mathématiques et en théologie. Il se consacre à la carrière publique et en particulier à la diplomatie. Il  participe au Concile de Trente et a  de bons contacts avec la curie, en particulier avec les papes Paul III, Jules III et Grégoire XIII. Il est ambassadeur auprès de l'empereur Charles Quint et du roi François II de France.
Il épouse Arcangela Canal (une des plus anciennes familles de Venise) et il a un fils mort avant lui.
En 1570, il devient procurateur de Saint-Marc.

## Le dogat
Après une vie passée à se consacrer au commerce et aux charges administratives, il devient doge le 11 mars 1578. Ayant dépassé les 87 ans, âge exceptionnel pour l'époque, peu s'attendent à son élection et selon les médisants, il obtient le poste grâce à son argent plus que pour ses mérites.
L'argent qu'il avait conservé pendant toute sa vie est dépensé pendant les sept ans de son dogat de manière excessive selon les chroniqueurs.
Venise subit la concurrence croissante de l'Espagne et du Portugal en raison du commerce océanique. Le commerce diminue, l'arsenal n'a plus de galères à construire, il se produit des troubles sociaux.
Son dogat se distingue surtout en raison de la réorganisation administrative de l'état vénitien après la guerre de Chypre (1570–1573) : la zonta (organe proche du sénat vénitien qui souvent s'entremettait dans la vie politique de la nation) est abolie et les provveditori sopra la zecca sont créés pour contrôler les dépenses et la vie économique.
Nicolò Da Ponte contribue légèrement à ces innovations en raison de son âge avancé souvent il s'endort ou est malade au point qu'on pense le destituer.
Le 15 avril 1585, il est victime d'une attaque cérébrale qui amoindrit sa santé et sa parole. Il meurt le 30 juillet 1585, sans avoir jamais vraiment contribué à l'état vénitien si ce n'est comme une simple représentation.
Le tombeau couteux pour Da Ponte est construit entre 1582 et 1584 selon un projet de Vincenzo Scamozzi. Il est jusqu'à sa destruction par les troupes de Napoléon en 1807 dans l'église Santa Maria della Carità, il reste seulement un buste du doge de Alessandro Vittoria.

## Sources
- (it) Cet article est partiellement ou en totalité issu de l’article de Wikipédia en italien intitulé « Nicolò da Ponte » (voir la liste des auteurs).

- (de) Cet article est partiellement ou en totalité issu de l’article de Wikipédia en allemand intitulé « Nicolò da Ponte » (voir la liste des auteurs).